# تشيتشكلوي باش قلعة
تشيتشكلوي باش‌ قلعة هي قرية في مقاطعة أرومية، إيران. عدد سكان هذه القرية هو 438 في سنة 2006.